# Seggiano
Seggiano ist eine Gemeinde mit 994 Einwohnern (Stand 31. Dezember 2024) in der Provinz Grosseto, Region Toskana in Italien.

## Geografie

Lage von Seggiano in der Provinz Grosseto

Die Gemeinde erstreckt sich über rund 50 km². Sie liegt etwa 40 km nordöstlich von Grosseto und 100 km südlich von Florenz in der Nähe des Monte Amiata. Die Gemeinde liegt im Orciatal und im Weinbaugebiet des Montecucco. Die Flüsse Ente, Vetra und Vivo durchqueren das Gemeindegebiet. In der klimatischen Einordnung italienischer Gemeinden liegt der Ort in der Zone E, 2204 GG.
Einziger Ortsteil ist der ca. drei km südöstlich gelegene Ort Pescina am Fuße des Amiata. Er liegt bei 747 Höhenmetern und hat ca. 150 Einwohner.
Die Nachbargemeinden sind Abbadia San Salvatore (SI), Castel del Piano und Castiglione d’Orcia (SI).

## Geschichte
Erstmals erwähnt wird der Ort 903 als Besitztum des Klosters in Abbadia San Salvatore und gelang dann am Anfang des 13. Jahrhunderts an die Abtei Sant’Antimo und in der zweiten Hälfte des 13. Jahrhunderts unter die Kontrolle der Salimbeni aus Siena. Ab dem 15. Jahrhundert bis zur Niederlage der Republik Siena 1555 gegen die Republik Florenz stand Seggiano unter dem Einfluss der ebenfalls aus Siena stammenden Ugurgeri. Danach fiel der Ort ebenfalls (wie Siena) dem Herzogtum Toskana zu.

## Sehenswürdigkeiten

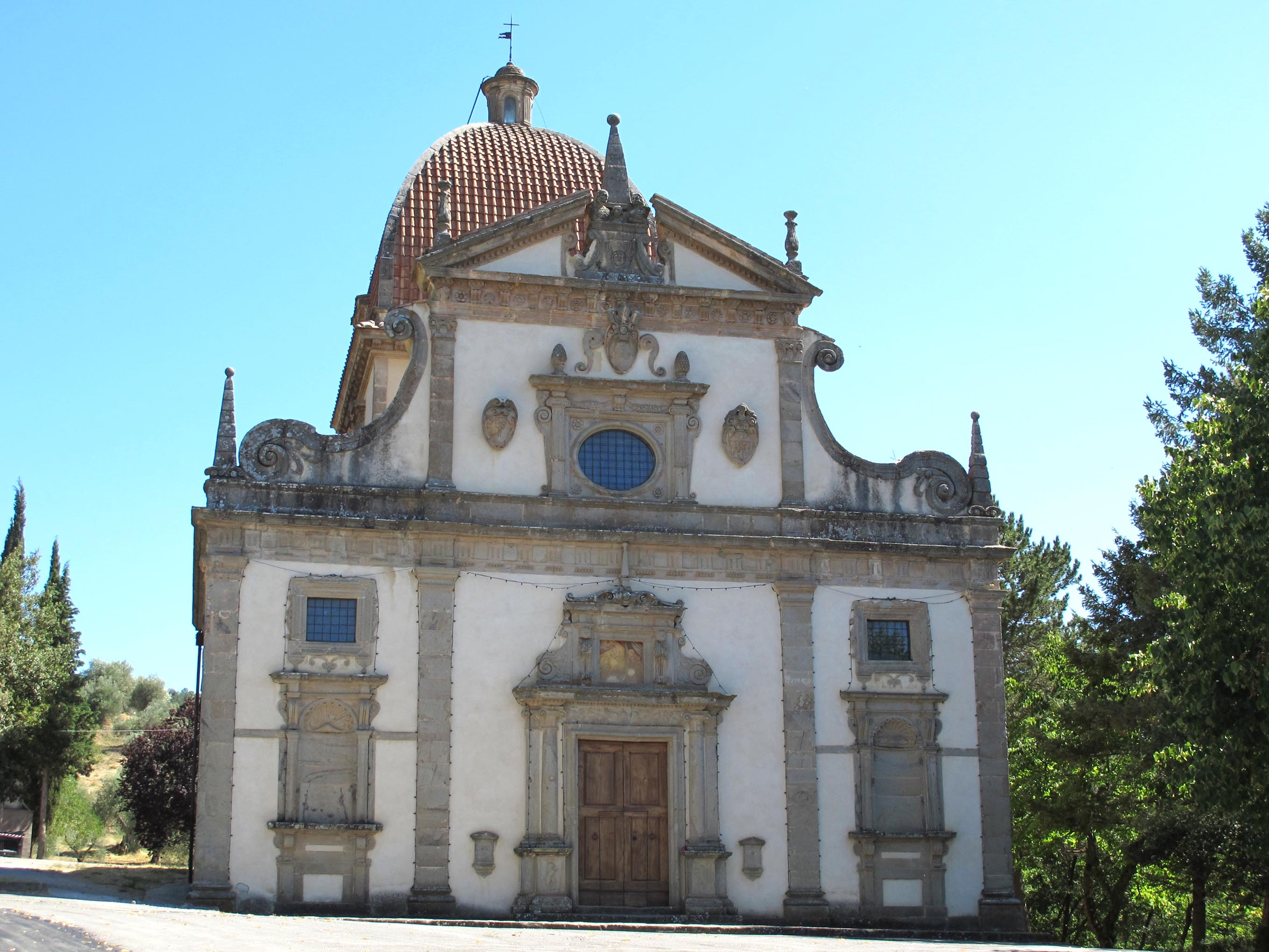
Das Santuario della Madonna della Carità

- Castello del Potentino, ca. 1 km südwestlich von Seggiano am Fluss Vivo gelegene Burg. Wurde erstmals 1042 erwähnt und gelang am Anfang des 13. Jahrhunderts durch Otto IV. in den Einflussbereich des Bischofs von Chiusi. Unterwarf sich 1213 der Republik Siena, unterhielt aber weiterhin Kontakte zur Abtei in Abbadia San Salvatore und zu den Aldobrandeschi. Fiel im 15. Jahrhundert endgültig an Siena und diente als Außenposten von Santa Maria della Scala.[5]
- Chiesa del Corpus Domini, im 18. Jahrhundert entstandene Kirche. Wurde 1869 restauriert
- Chiesa di San Bartolomeo, Kirche aus dem Jahr 1216, 1860 restauriert. Enthält das Werk Madonna col Bambino in trono e i Santi Bartolomeo, Giovanni Evangelista e Michele Arcangelo von Bartolomeo Bulgarini
- Chiesa di Santa Maria in Villa, 1486 restaurierte Kirche, wahrscheinlich älteren Ursprungs, enthält das Werk Madonna col Bambino von Andrea Vanni.
- Convento del Colombaio, bereits 1251 erwähnter Konvent der Franziskaner.
- Il Giardino, Skulpturengarten des Künstlers Daniel Spoerri mit Skulpturen von Spoerri und rund 40 befreundeten Künstlern
- Oratorio di San Rocco, Oratorium kurz außerhalb der Stadtmauern nahe der Porta del Mercato. Entstand zwischen 1486 und 1490. Im Inneren befinden sich Fresken des seneser Künstlers Girolamo di Domenico (1493 entstanden).
- Santuario della Madonna della Carità, zwischen 1588 und 1603 entstandenes Sanktuarium kurz außerhalb der Stadtmauern.

## Persönlichkeiten
- Pacifico Celso Carletti (1859–1914), 59. Generalminister der Kapuziner und Bischof von Albenga